# Pelle Voigt
Pelle Voigt (født 14. december 1950 i København) er en danske vise- og folkesanger og forhenværende folketingsmedlem for Socialistisk Folkeparti.
Voigt blev i 1971 HF-student fra Toftegårds Statskursus og begyndte allerede i gymnasieårene at være politisk aktiv. Han var landsformand for Landsorganisationen af Kursusstuderende 1970-1971 og for Socialistisk Folkepartis Ungdom 1971-1972. Han var medlem af Socialistisk Folkepartis hovedbestyrelse 1972-1982 og igen fra 1990 og af partiets forretningsudvalg 1981-1994. I 1981 blev han valgt til Folketinget, hvor han sad frem til 1994. Han var bl.a. sit partis boligpolitiske ordfører, ligesom han var medlem af Europarådets Parlamentariske Forsamling og af Forsvarskommissionen. Efter tiden på Christiansborg fungerede han som sekretariatsleder for JuniBevægelsen 1996-1999 og som projekt- og centerleder for Dansk Røde Kors' De Hjemløses Hus 2000-2003. I 2001 fungerede han desuden som journalist ved ugeavisen Weekend Nu. 
Gennem mange år har Pelle Voigt samlet og skrevet sange og optrådt landet over såvel privat som på spillesteder, bl.a. på Toga Vinstue i København. Desuden har han fungeret som producer på rockgruppen Free To Chooses album. Han udgav i 2004 albummet Pelle og Pind: Fra i Dag sammen med den mangeårige ven, Venstre-politikeren Søren Pind. Albummet består af egne oversættelser af den franske visesanger Charles Aznavours sange. Pelle Voigt udgav i 2010 CD’en “Tre rustne stemmer” sammen med trubadurerne Per Warming og Per Fjord. 
|  | Artiklen om politikeren Pelle Voigt kan blive bedre, hvis der indsættes et (bedre) billede. Du kan hjælpe ved at afsøge Wikimedia Commons for et passende billede eller uploade et godt billede til Wikimedia Commons iht. de tilladte licenser og indsætte det i artiklen. |